# Ruud van Feggelen
Rudolf Frederik Otto van Feggelen, né le 14 avril 1924 à Amsterdam et mort le 9 août 2002 à Deventer, est un joueur puis entraîneur de water-polo néerlandais. Il remporte notamment le Championnat d'Europe 1950 ainsi que la médaille de bronze des Jeux olympiques de Londres en 1948. Après sa carrière de joueur, il se reconvertit entraîneur et sera le sélectionneur de l'équipe des Pays-Bas entre 1962 et 1966.

## Palmarès

### En sélection
- Pays-Bas
  - Jeux olympiques :
    - Médaille de bronze : 1948.

  - Championnat d'Europe :
    - Vainqueur : 1950.